# Великая мечеть (Нуакшот)
Великая мечеть (араб. جامع غزة الكبير‎, фр. la Grande mosquée) — строящаяся мечеть в столице Мавритании в городе Нуакшоте.

## История
15 июня 2016 года министр жилищного строительства Мавритании Амал Минт Маулуд заявил о начале строительства Великой мечети в Нуакшоте. Строительство началось в конце 2016 года. Стоимость строительства Великой мечети составила 12 миллиардов долларов США. Предположительное время постройки здания 30 месяцев, предположительное время открытия 2018 год.

## Описание
Великая мечеть будет построена пересечение улиц И’эспуар и Утилизасьон де Акжуж на месте Международного аэропорта Нуакшот, закрытого в июне 2016 года. Великая мечеть будет представлять собой и комплексом зданий, с молитвенным залом, вмещающим 15 000 верующих, резиденцию имама, 4 конференц-зала, библиотеки и другие объекты. Архитектурный ансамбль займёт площадь 84 000 м². Фасад мечети охватит общую площадь 32 400 м².